# Матч всех звёзд баскетбола России 2006 года
Матч всех звёзд 2006 года (официально носивший название Матч, посвящённый 100-летию российского баскетбола) — показательная баскетбольная игра, прошедшая в Санкт-Петербурге 22 декабря 2006 года в Спортивном комплексе «Юбилейный». На площадке впервые в мире находились смешанные команды, состоящие одновременно из мужчин и женщин.

## Формат
В составе команд в первой половине матча должно быть 3 мужчин и 2 женщин, а во второй половине наоборот — 3 женщин и 2 мужчин. Мужчинам запрещено ставить блок-шот женщинам. Главные тренеры выбирали игроков на драфте.

## Участники
На матч всех звёзд были приглашены 13 баскетболистов и 14 баскетболисток. Главным тренером команды «Красные» должен был быть Дэвид Блатт (его заменил Евгений Пашутин), а команду «Белые» возглавлял Игорь Грудин. Ассистентами тренеров были Евгений Гомельский и Станислав Ерёмин соответственно у Пашутина и Грудина.

### Игроки
| Позиция   | Игрок               | Команда          | Возраст | Рост |
| --------- | ------------------- | ---------------- | ------- | ---- |
| Форвард   | Светлана Абросимова | Спартак (МО)     | 26      | 188  |
| Форвард   | Ольга Артешина      | ЦСКА (Самара)    | 24      | 190  |
| Форвард   | Наталья Водопьянова | Динамо (Москва)  | 25      | 188  |
| Форвард   | Елена Карпова       | УГМК             | 26      | 186  |
| Форвард   | Татьяна Щёголева    | Динамо (Москва)  | 24      | 195  |
| Форвард   | Ирина Соколовская   | Вологда-Чеваката | 23      | 186  |
| Центровой | Марина Кузина       | УГМК             | 21      | 195  |
| Центровой | Екатерина Лисина    | Спартак (МО)     | 19      | 198  |
| Центровой | Ирина Осипова       | Спартак (МО)     | 25      | 196  |
| Центровой | Мария Степанова     | ЦСКА (Самара)    | 27      | 202  |
| Защитник  | Елена Данилочкина   | Динамо (МО)      | 20      | 184  |
| Защитник  | Екатерина Демагина  | Вологда-Чеваката | 24      | 175  |
| Защитник  | Марина Карпунина    | Спартак (МО)     | 22      | 180  |
| Защитник  | Оксана Рахматулина  | Динамо (Москва)  | 30      | 180  |

| Позиция   | Игрок              | Команда          | Возраст | Рост |
| --------- | ------------------ | ---------------- | ------- | ---- |
| Форвард   | Фёдор Дмитриев     | Спартак (СПб)    | 22      | 205  |
| Форвард   | Никита Курбанов    | ЦСКА (Москва)    | 20      | 202  |
| Форвард   | Сергей Моня        | Динамо (Москва)  | 23      | 202  |
| Форвард   | Никита Моргунов    | Динамо (МО)      | 31      | 210  |
| Форвард   | Никита Шабалкин    | ЦСК ВВС (Самара) | 20      | 206  |
| Центровой | Фёдор Лихолитов    | Динамо (МО)      | 26      | 210  |
| Центровой | Алексей Саврасенко | ЦСКА (Москва)    | 27      | 215  |
| Защитник  | Сергей Быков       | Динамо (Москва)  | 23      | 190  |
| Защитник  | Егор Вяльцев       | Урал-Грейт       | 190     | 21   |
| Защитник  | Николай Падиус     | Динамо (МО)      | 26      | 196  |
| Защитник  | Антон Понкрашов    | ЦСКА (Москва)    | 20      | 200  |
| Защитник  | Пётр Самойленко    | УНИКС            | 29      | 185  |
| Защитник  | Виталий Фридзон    | Химки            | 21      | 195  |

### Драфт
Право первого выбора игрока было предоставлено Игорю Грудину и он выбрал Марию Степанову. Соответственно Евгений Пашутин использовал первый драфт на Алексея Саврасенко. Затем в команду «Красные» была выбрана Татьяна Щёголева, а в составе команды «Белые» 2-м игроком стал Никита Моргунов.
| Номер драфта | Игрок               | Команда          |
| ------------ | ------------------- | ---------------- |
| 1            | Алексей Саврасенко  | ЦСКА (Москва)    |
| 2            | Татьяна Щёголева    | Динамо (Москва)  |
| 3            | Антон Понкрашов     | ЦСКА (Москва)    |
| 4            | Светлана Абросимова | Спартак (МО)     |
| 5            | Никита Курбанов     | ЦСКА (Москва)    |
| 6            | Ирина Осипова       | Спартак (МО)     |
| 7            | Фёдор Лихолитов     | Динамо (МО)      |
| 8            | Марина Карпунина    | Спартак (МО)     |
| 9            | Никита Шабалкин     | ЦСК ВВС (Самара) |
| 10           | Екатерина Демагина  | Вологда-Чеваката |
| 11           | Егор Вяльцев        | Урал-Грейт       |
| 12           | Ирина Соколовская   | Вологда-Чеваката |
| 13           | Сергей Быков        | Динамо (Москва)  |

| Номер драфта | Игрок               | Команда         |
| ------------ | ------------------- | --------------- |
| 1            | Мария Степанова     | ЦСКА (Самара)   |
| 2            | Никита Моргунов     | Динамо (МО)     |
| 3            | Ольга Артешина      | ЦСКА (Самара)   |
| 4            | Сергей Моня         | Динамо (Москва) |
| 5            | Наталья Водопьянова | Динамо (Москва) |
| 6            | Пётр Самойленко     | УНИКС           |
| 7            | Оксана Рахматулина  | Динамо (Москва) |
| 8            | Виталий Фридзон     | Химки           |
| 9            | Елена Данилочкина   | Динамо МО       |
| 10           | Николай Падиус      | Динамо (МО)     |
| 11           | Екатерина Лисина    | Спартак (МО)    |
| 12           | Елена Карпова       | УГМК            |
| 13           | Фёдор Дмитриев      | Спартак (СПб)   |

## Игра
Сергей Иванов произвёл стартовое вбрасывания мяча. Алексей Саврасенко выиграл мяч у Никиты Моргунова. До первого тайм-аута счёт был равным 13:13. Первую четверть выиграла команда «Красные» со счётом 39:28. Во второй десятиминутки команда «Белых» забила 32 очка, а пропустила 25. Счёт по окончании первой половины матча был равным 60:60. Третью четверть выиграла «Сборная Россия — 2» со счётом 39:28. В заключительной десятиминутки «Сборная Россия — 1» забила 30 очков, а пропустила 15. Последние очки в игре набрал Егор Вяльцев броском «крюком» из-за трёхочковой линией. Лучшим игроком матча был признан Егор Вяльцев, который сделал дабл-дабл: 34 очка и 10 подборов.

## Сборные игроков столетия
В большом перерыве между первой и второй половиной назвали символические пятёрки лучших игроков столетия у мужчин и женщин.
| Позиция | Женщины            | Мужчины          |
| ------- | ------------------ | ---------------- |
| РЗ      | Татьяна Овечкина   | Иван Едешко      |
| АЗ      | Надежда Ольхова    | Сергей Белов     |
| ЛФ      | Елена Торникиду    | Андрей Кириленко |
| ТФ      | Наталья Засульская | Александр Белов  |
| Ц       | Ульяна Семёнова    | Арвидас Сабонис  |